# Sergi Bellver
Sergi Bellver (Barcelona, 25 de noviembre de 1971) es un escritor y crítico literario español.

## Trayectoria
Tras publicar sus cuentos en varias antologías de España y América Latina, en 2013 apareció su libro de relatos Agua dura, debut literario que cosechó una muy buena acogida por parte de la crítica en España y en México. Se ha señalado el cuidado de su prosa en relación con el paisaje, su poética cinematográfica, su profundidad psicológica y, en particular, la calidad literaria de su relato «Islandia». El escritor Eloy Tizón, el periodista Luis Algorri y el crítico Manuel Rodríguez Rivero también mencionaron Agua dura entre los libros de cuentos más destacados de 2013. Sus relatos más breves fueron traducidos al francés por la Universidad de Poitiers.
Ha editado y prologado los libros colectivos Chéjov comentado (2010), Mi madre es un pez (2011; con Juan Soto Ivars) y Madrid, Nebraska (2014). También ha prologado una nueva traducción al español de la novela El jugador, de Fiódor Dostoievski (2013), y otra al catalán de La metamorfosis, de Franz Kafka (2014).
Ha escrito crítica literaria y artículos en el suplemento Culturas del diario La Vanguardia, en revistas como Qué Leer o Tiempo y en el periódico digital Ctxt. Como crítico ha mostrado un especial interés por el género del cuento, publicando artículos al respecto, reseñando la obra de autores como Javier Tomeo, Gustavo Nielsen o Javier Sáez de Ibarra, y entrevistando a cuentistas como Medardo Fraile, Óscar Esquivias o Fernando Clemot. Conocedor de la literatura rusa, además de publicar sus trabajos sobre Antón Chéjov o Fiódor Dostoievski y varios artículos en los medios, ha colaborado con la Fundación Alexander Pushkin de Madrid.
Es profesor de narrativa desde 2008 y ha impartido talleres y conferencias en centros privados, instituciones públicas, bibliotecas y universidades de España y México. Auspiciado por el escritor y filósofo Leonardo da Jandra, de 2014 a 2015 realizó una residencia creativa de seis meses en el estado mexicano de Oaxaca, donde colabora como editor y redactor en el proyecto editorial Avispero. Es uno de los fundadores del movimiento literario Nuevo Drama.

## Obra publicada

### Libros de relatos
- Agua dura. Ediciones del Viento, La Coruña, 2013. ISBN 978-84-15374-56-5

### Libros de viaje
- Variaciones sobre Budapest. La Línea del Horizonte Ediciones, 2017. ISBN 978-84-15958-72-7

### Relatos en antologías
- VV.AA., La banda de los corazones sucios. El Cuervo, La Paz, 2010.
- VV.AA., La banda de los corazones sucios. Baladí, Madrid, 2010.
- VV.AA., Doppelgänger. Jekyll and Jill, Zaragoza, 2011.
- VV.AA., Pervertidos. Traspiés, Granada, 2012.
- VV.AA., Náufragos en San Borondón. Baile del Sol, Tenerife, 2012.
- VV.AA., Malos elementos. Casatomada, Lima, 2012.
- VV.AA., No entren al 1408. Antología hispanoamericana tributo a Stephen King. La Biblioteca de Babel, Quito, 2013.
- VV.AA., No entren al 1408. Antología hispanoamericana tributo a Stephen King. La Cifra, Ciudad de México, 2014.
- VV.AA., Desahuciados. Traspiés, Granada, 2013.
- VV.AA., Nómadas. Playa de Ákaba, Barcelona, 2013.

### Ediciones a su cargo
- VV.AA., Chéjov comentado. Nevsky Prospects, Madrid, 2010. ISBN 978-84-938246-0-0
- VV.AA., Mi madre es un pez. Libros del Silencio, Barcelona, 2011; con Juan Soto Ivars. ISBN 978-84-938531-7-4
- VV.AA., Madrid, Nebraska. Bartleby, Madrid, 2014. ISBN 978-84-92799-75-6

### Prólogos
- VV.AA., Pervertidos. Traspiés, Granada, 2011. ISBN 978-84-939505-4-5
- Fiódor Dostoievski, El jugador. Nevsky Prospects, Madrid, 2013. ISBN 978-84-943546-5-6
- Franz Kafka, La metamorfosi (en catalán). Base, Barcelona, 2014. ISBN 978-84-15711-87-2

### Entrevistas
- Alfredo Laín, «El Ojo Crítico», Radio Nacional de España, 21 de marzo de 2014.
- Jacinta Cremades, El Cultural, 19 de diciembre de 2013.
- Pilar Vera, Diario de Sevilla, 26 de enero de 2014.
- Roberto Ruiz de Huydobro, Pérgola, Bilbao, mayo de 2014. Archivado el 23 de septiembre de 2015 en Wayback Machine.
- Xosé Antonio López Silva, Vísperas, 10 de agosto de 2014.

- Datos: Q6125266